# Покидченко, Евгений Яковлевич
Евгений Яковлевич Покидченко (14 марта 1938 — 4 июня 2009) — живописец, заслуженный работник культуры Российской Федерации.

## Биография
Евгений Покидченко родился 14 марта 1938 года. После окончания школы поступил в Ростовское художественное училище в 1953 году. Его преподавателем был А. М. Черных. В 1958 году стал выпускником училища. В 1960 году поступил в Ленинградский ИЖСА им. Репина АХ СССР и закончил учебу в этом заведении в 1966 году. Учился у А. Д. Зайцева. В 1944—1950 годах учился во Всесоюзном государственном институте кинематографии на художественном факультете.
С 1957 года становится участником всевозможных художественных выставок. В 1966 году начинает преподавать в Ростовском художественном училище имени М. Б. Грекова и преподает там до 1975 года. В 1972 году становится членом Союза художником РСФСР.

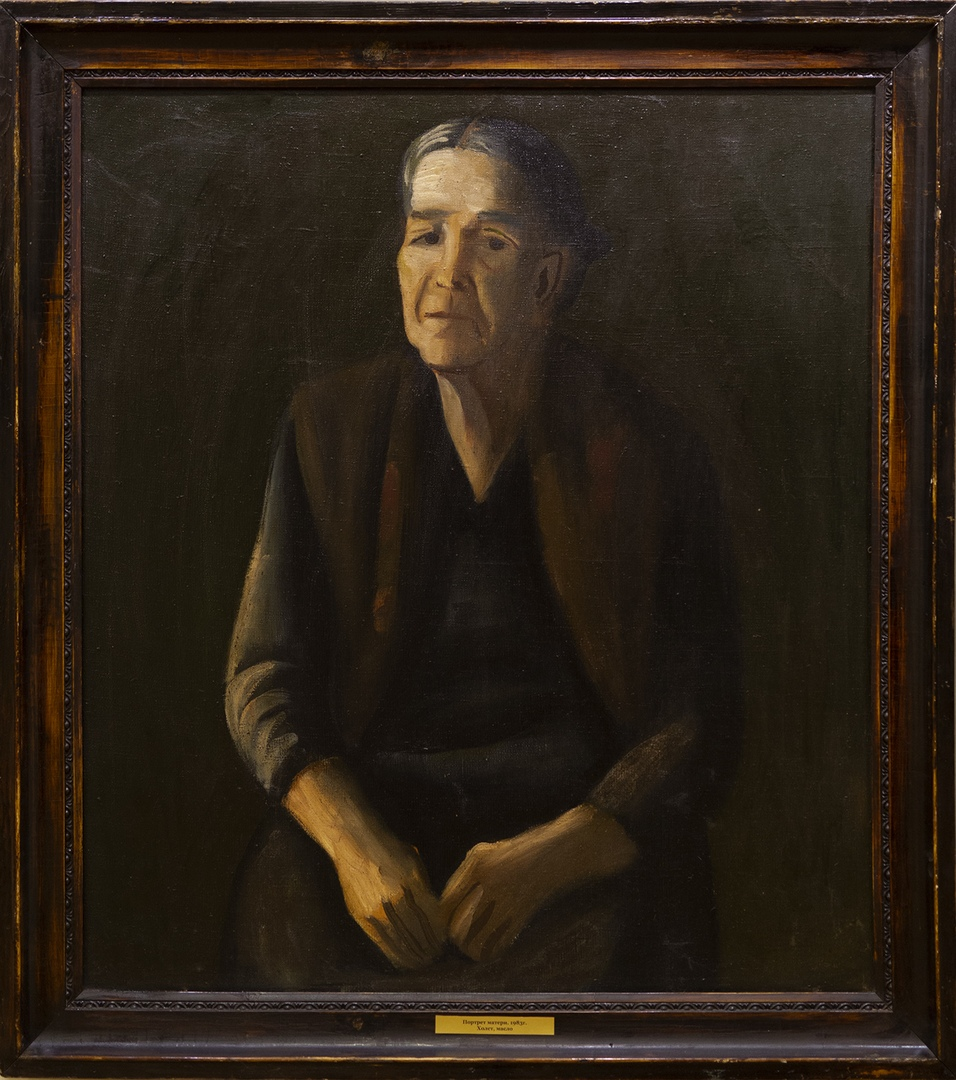
Портрет матери 1983

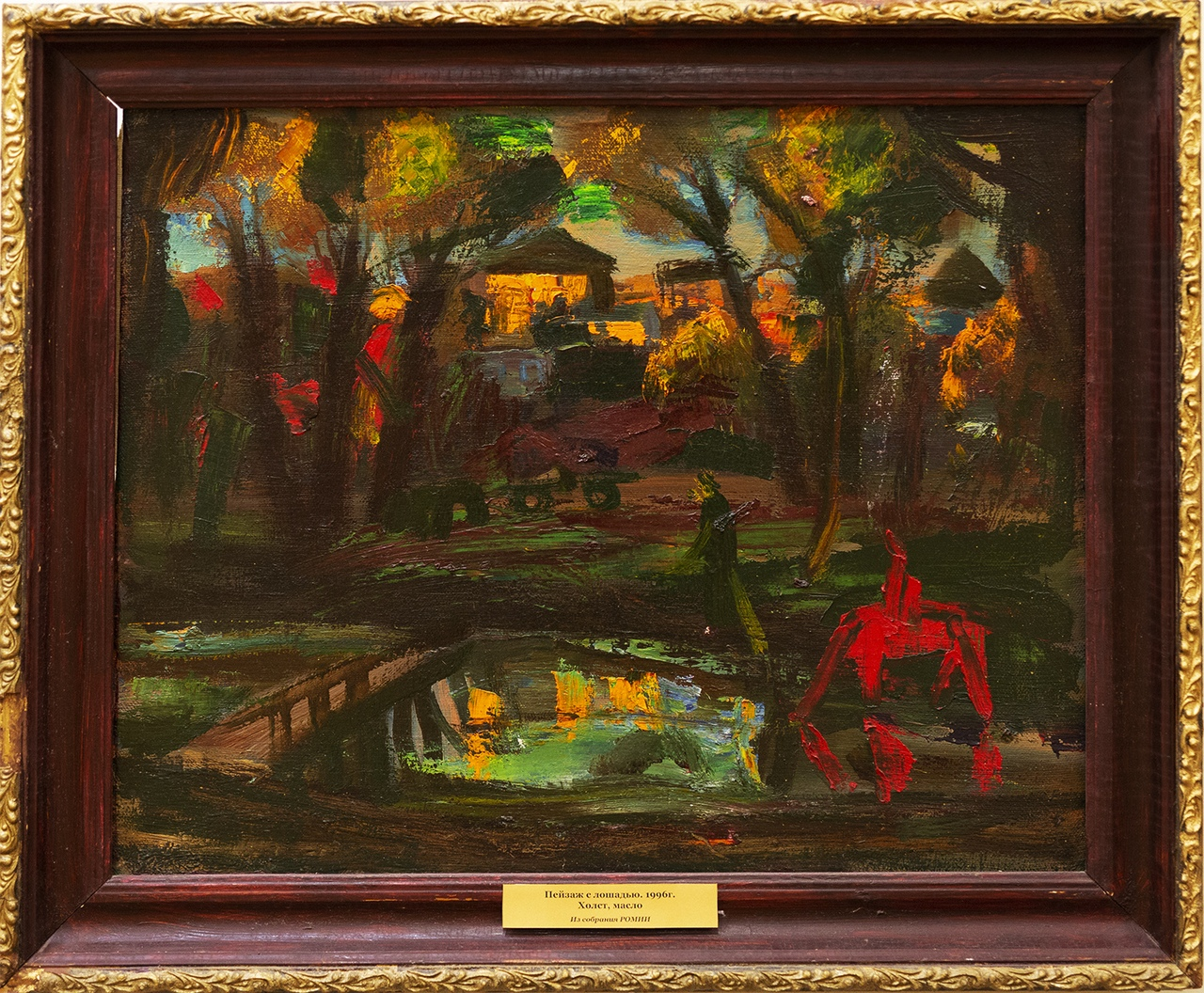
Пейзаж с лошадью 1996

С 1987 по 1998 год вновь возобновляет свою деятельность в Ростовском художественном училище. Также преподает на ХГФ РГПИ. В 1996 году становится «Заслуженным работником культуры РСФСР».
В 1983—1985 годах участвует в международных пленэрах в Польше и Германии. Основатель и руководитель творческой группы «На Родине Шолохова».
В 2006 году был награжден дипломом за вклад в развитие изобразительного искусства России.
Его работы есть в частных собраниях в Великобритании, США, России, в Ростовском областном музее изобразительных искусств. Также они представлены в Национальном центре искусств имени Жоржа Помпиду.
Евгений Покидченко умер 4 июля 2009 года.